# Bygland
Bygland là một đô thị ở hạt Aust-Agder, Na Uy.
Bygland đã được lập thành một đô thị ngày 1 tháng 1 năm 1838 (xem formannskapsdistrikt).
Đô thị này giáp Valle về phía bắc, phía đông là Fyresdal (Telemark) và Åmli (Vest-Agder), ở phía nam là Froland và Evje og Hornnes, còn ở phía tây là Åseral (Vest-Agder), Kvinesdal (Vest-Agder) và Sirdal (Vest-Agder).

## Tên gọi
Đô thị này (ban đầu là một giáo khu) được đặt tên theo nông trang cổ Bygland (Norse Byggland) do nhà thờ đầu tiên đã được xây ở đó.

## Địa lý
Bygland nằm ở giữa Setesdal, một thung lũng và một quận truyền thống ở Aust-Agder bao gồm các đô thị Bykle, Valle, Bygland, Iveland, và Evje og Hornnes. Sông Otra chảy từ các cao nguyên băng ở Telemark về phía nam, qua Thung lũng Setesdal (và qua Bygland), đổ vào biển gần Kristiansand.
Bygland là đô thị lớn thứ hai của Aust-Agder về mặt diện tích. Phần lớn đô thị này nằm trên cao độ trên 700 m trên mực nước biển. Hồ Byglandsfjord dài 40 km và nằm ở trên sông Otra.